# Klubitalo
Klubitalo est un bâtiment mixte du quartier de  Vaara à Oulu en Finlande,.

## Description
Conçu par Veikko Malmio, sa construction se termine en 1960.
Le terrain du pavillon situé au coin de Uusikatu et de Hallituskatu appartenait au club finlandais d’Oulu, qui possédait un pavillon en bois sur le terrain.
À la fin des années 1950, le club finlandais commence à concevoir sur son site une tour de 13 ou 14 étages.
Dans le plan de la ville, le terrain est classé en vue d'y construire une maison de cinq étages.
Toutefois, la ville d’Oulu autorisera la construction de l'immeuble de dix étages.

## Galerie

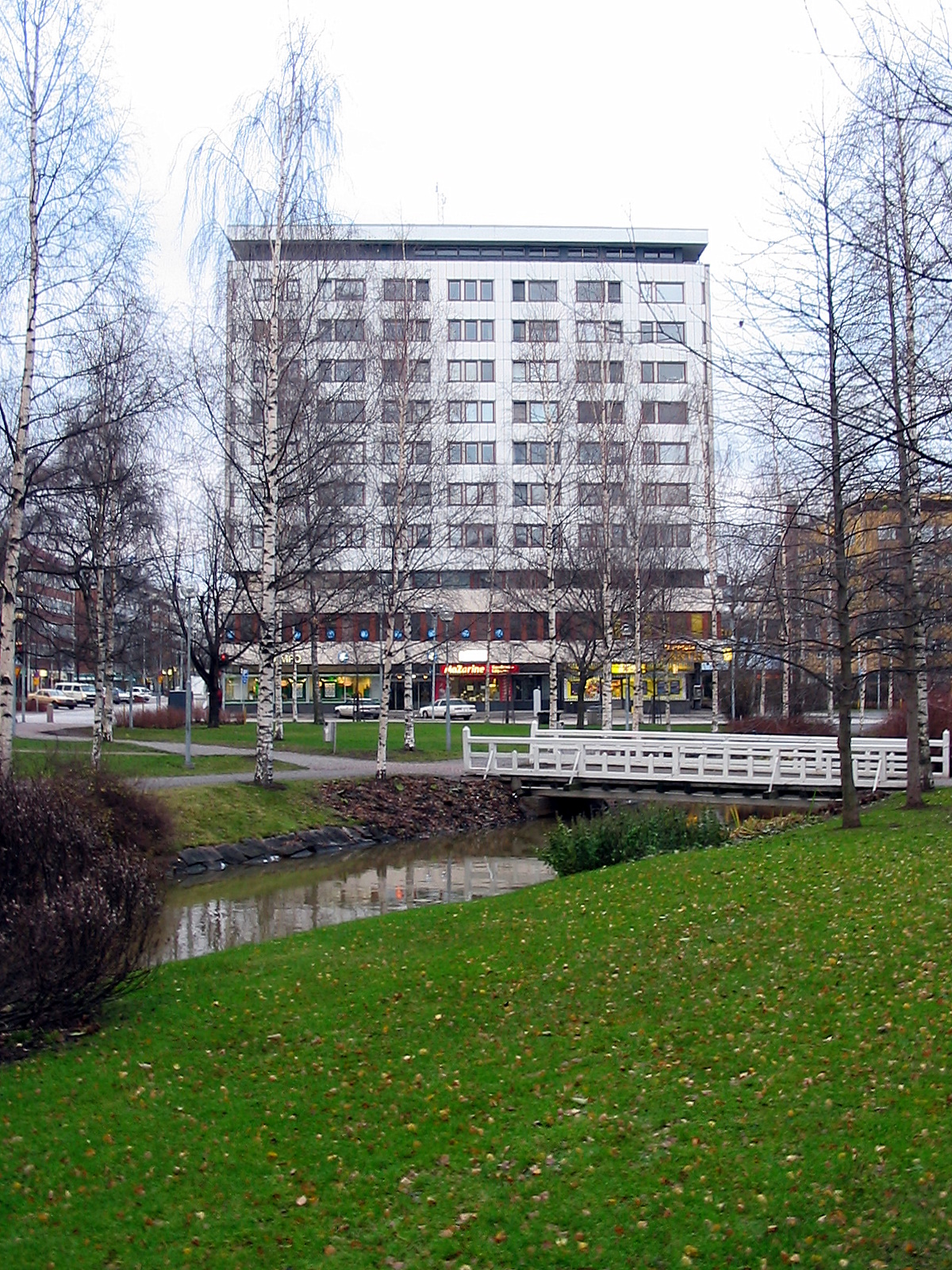
Parc Otto Karhi.
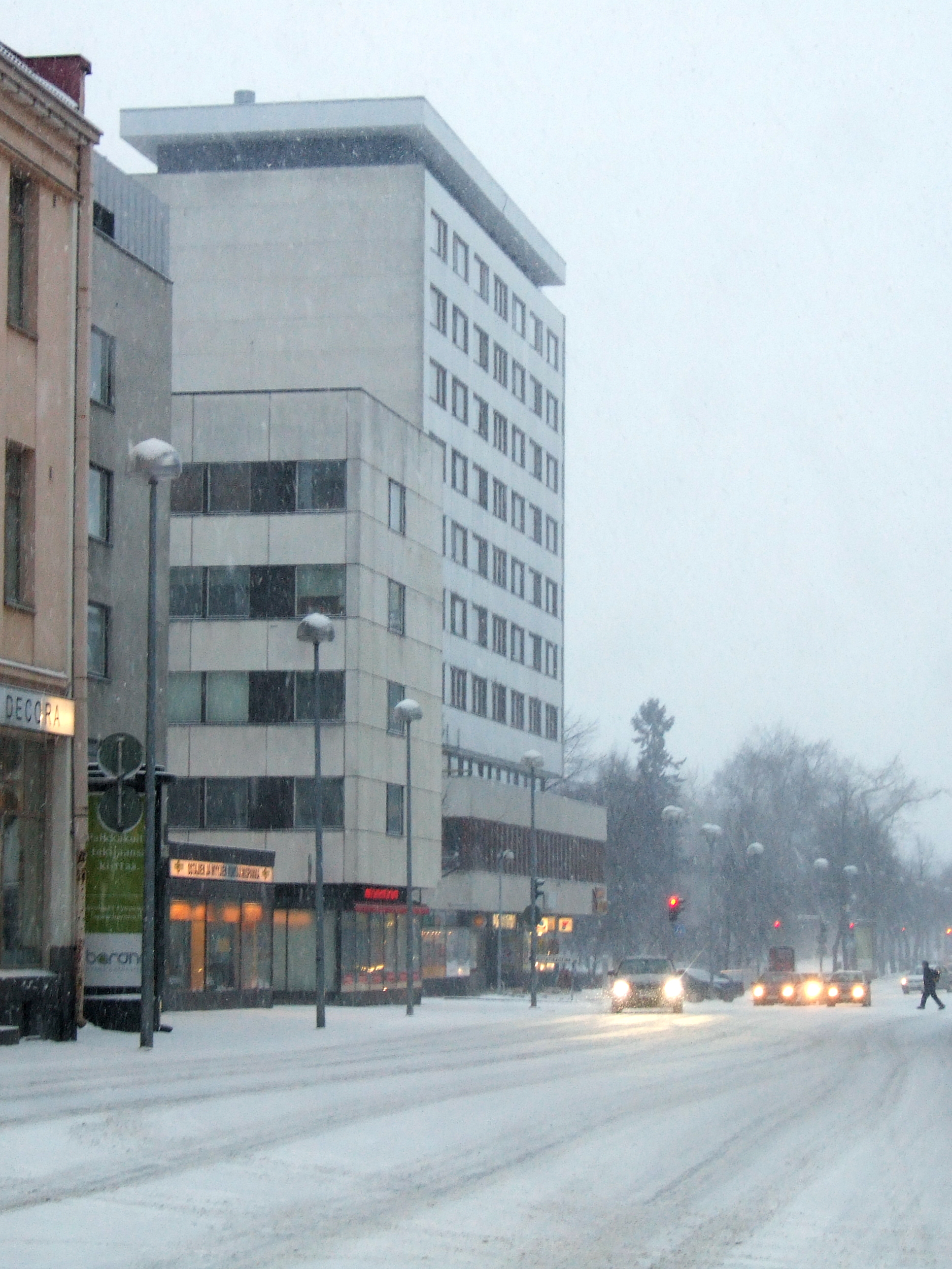
Uusikatu.